# Портоканоне
Портоканоне (итал. Portocannone) је насеље у Италији у округу Кампобасо, региону Молизе.
Према процени из 2011. у насељу је живело 2549 становника. Насеље се налази на надморској висини од 148 м.

## Становништво
| 1931. | 1936. | 1951. | 1961. | 1971. | 1981. | 1991. | 2001. | 2011. |
| ----- | ----- | ----- | ----- | ----- | ----- | ----- | ----- | ----- |
| 2.469 | 2.633 | 2.864 | 2.706 | 2.423 | 2.463 | 2.531 | 2.544 | 2.549 |